# (9400) 1994 TW1
A (9400) 1994 TW1 egy földközeli kisbolygó. Eleanor F. Helin és Kenneth J. Lawrence fedezte fel 1994. október 9-én.